# アシエンダ・ナポレス
座標: 北緯5度55分33.60秒 西経74度43分18.57秒 / 北緯5.9260000度 西経74.7218250度
アシエンダ・ナポレス(スペイン語: Hacienda Nápoles)は麻薬王パブロ・エスコバルがコロンビア・アンティオキア県の Puerto Triunfo（メデジンから東におよそ150km、ボゴタから北西におよそ249km）に
建設、所有した高級住宅である。1993年のエスコバル殺害の後に敷地内に元々設けられていた建築物の多くは破壊され、別用途のために再建された。

## 来歴

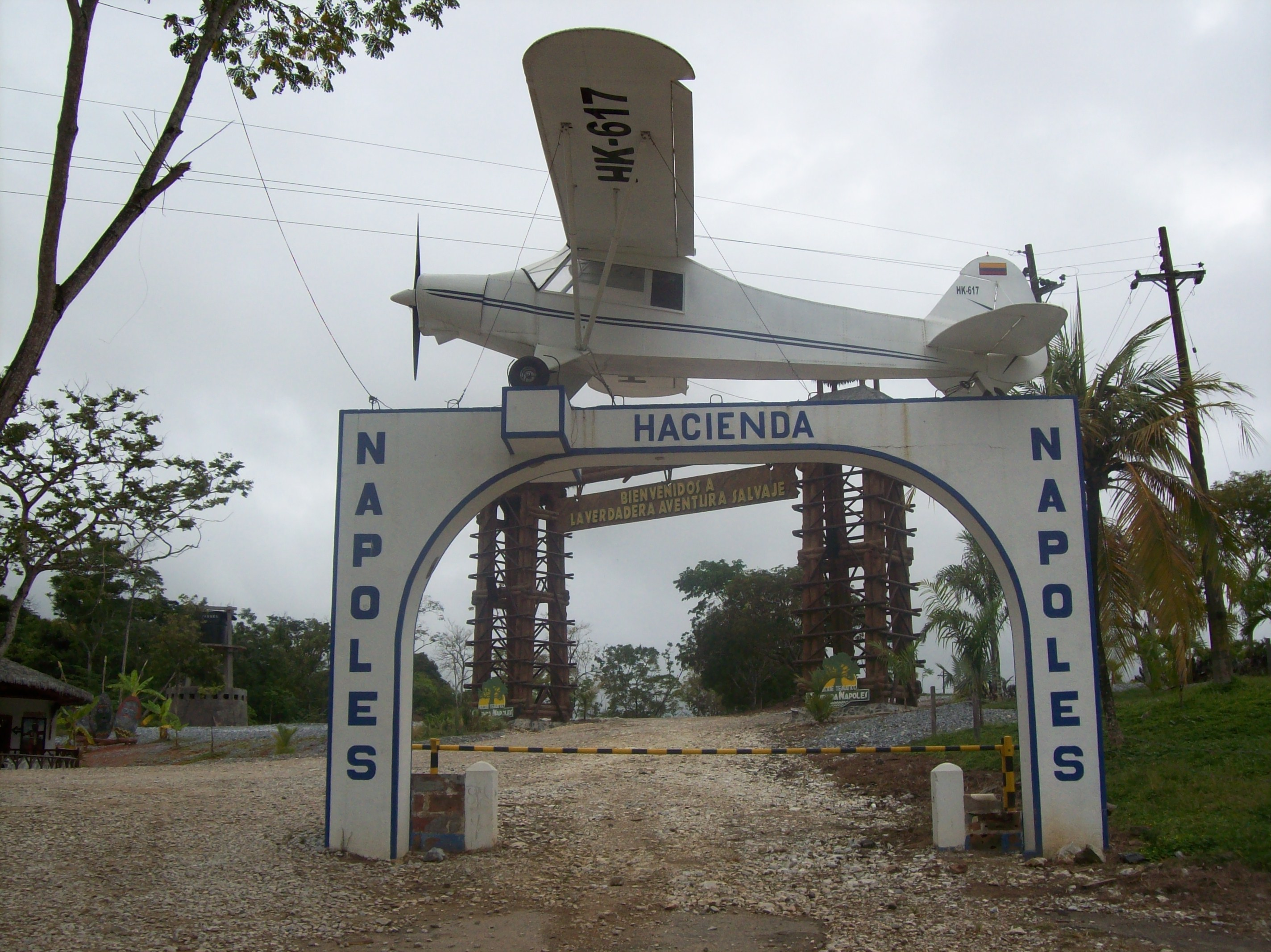
正門

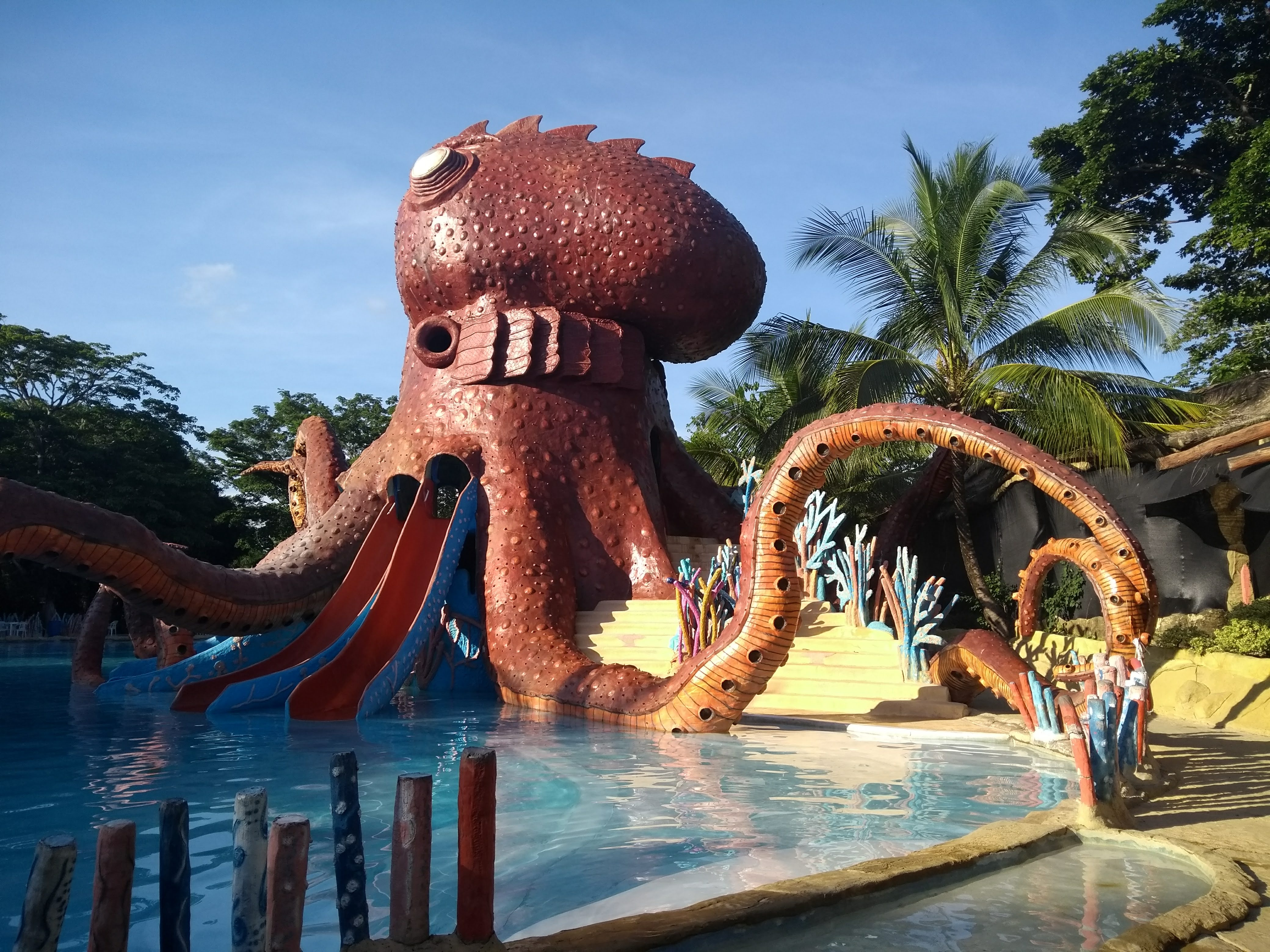
アミューズメントパークに設けられた有名なウォータースライダー

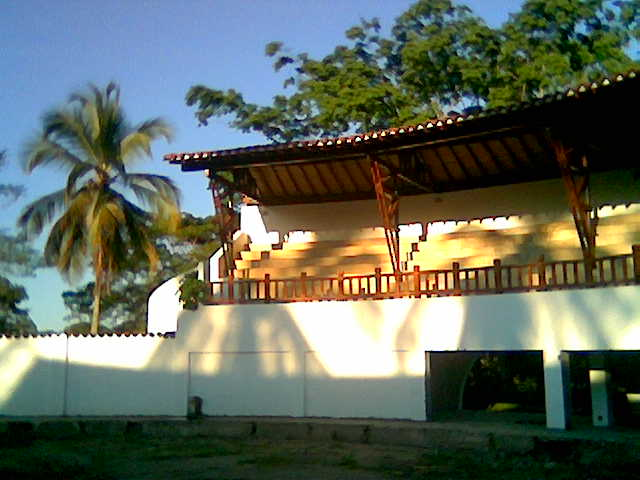
敷地内の私邸

敷地内にはスペイン植民地時代風の邸宅、彫刻庭園、動物園などが設けられた。この動物園は別の大陸から移送されたレイヨウ、ゾウ、外来の鳥、キリン、カバ、ダチョウ、ポニーなど多種の動物を飼育していた。
また、旧式の高級車及びバイクの膨大なコレクション、私設空港であるアシエンダ・ナポレス滑走路、闘牛場、更にはゴーカートレース場を誇っていた。
正門の上部には飛行機が設置されているが(右図)、これはエスコバルがアメリカ合衆国へのコカインの初めての輸出に使用した、パイパー PA-18(機体記号HK-617-P)のレプリカである。
1993年、エスコバルがコロンビア警察に銃殺された後、遺族はアシエンダ・ナポレスの所有権についてのコロンビア政府との法廷闘争に突入することになった。政府側が勝訴し、放置資産は今ではPuerto Triunfo自治体の管理下にある。
動物園の維持管理費は政府が賄うには高額すぎたため、飼育された動物の大部分がコロンビアの動物園や国際動物園へと寄付される事が発表された。
当時の設置物としてはこの他に、骨製の恐竜の彫像群、これに併設された子供たちが登って遊ぶことのできるマンモスなど先史時代の動物の彫像群、退役した軍用車両、巨大な手の彫像などがあった。